# Microregione di Umuarama
Umuarama è una microregione del Paraná in Brasile, appartenente alla mesoregione di Noroeste Paranaense.

## Comuni
È suddivisa in 21 comuni:
- Alto Paraíso
- Alto Piquiri
- Altônia
- Brasilândia do Sul
- Cafezal do Sul
- Cruzeiro do Oeste
- Douradina
- Esperança Nova
- Francisco Alves
- Icaraíma
- Iporã
- Ivaté
- Maria Helena
- Mariluz
- Nova Olímpia
- Perobal
- Pérola
- São Jorge do Patrocínio
- Tapira
- Umuarama
- Xambrê

| Controllo di autorità | VIAF (EN) 9650150325559010090007 |